# Sinbad (serie televisiva 1996)
Sinbad (The Adventures of Sinbad) è una serie televisiva canadese in 44 episodi trasmessi per la prima volta nel corso di 2 stagioni dal 1996 al 1998.

## Trama
È una serie d'avventura del genere fantastico incentrata sulle vicende del personaggio di Sinbad e di suo fratello che si uniscono ad un equipaggio e salpano su una nave, la Nomad, da Baghdad in cerca di ricchezza e di avventura. Lungo la strada si trovano ad affrontare streghe, maghi, strane tribù e creature fantastiche.

## Personaggi principali
- Sinbad (44 episodi, 1996-1998), interpretato da Zen Gesner.
 È il protagonista della serie e capitano della nave Nomad.
- Doubar (44 episodi, 1996-1998), interpretato da George Buza.
 È il fratello maggiore di Sinbad. Pur essendo grasso, è eccezionalmente forte.
- Firouz (44 episodi, 1996-1998), interpretato da Tim Progosh.
 È un inventore/scienziato. Durante la serie inventa molti gadget moderni, tra cui una bicicletta, un ombrello, candelotti di dinamite e laser.
- Rongar (44 episodi, 1996-1998), interpretato da Oris Erhuero.
 È un guerriero muto. È esperto nel lanciare coltelli. Nella seconda stagione in un episodio visita la sua casa.
- Maeve (22 episodi, 1996-1997), interpretata da Jacqueline Collen.
 È una maga celtica, che è abile nelle arti magiche. Ha una forte personalità e inizialmente non va d'accordo con Sinbad, ma successivamente si innamorano. Compare nella prima stagione e alla fine della seconda.
- Bryn (22 episodi, 1997-1998), interpretato da Mariah Shirley.
 È una misteriosa donna con un talento per la magia che Sinbad incontra su un'isola. Compare nella seconda stagione.
- Rumina (5 episodi, 1996-1997), interpretata da Julianne Morris.
 È la figlia di Turok. Amava Sinbad prima che questi uccidesse suo padre. Rumina è un'esperta di magia nera e cerca più volte di assassinare Maeve.
- Dermott.
 È il falco che accompagna Maeve. In seguito si scopre che è suo fratello trasformato da un incantesimo di Rumina.
- Turok.
 È un malvagio stregone che compare nei primi due episodi e nel finale di stagione.

## Produzione
La serie, ideata da Ed Naha, fu prodotta da All American Television, Atlantis Films e CanWest Global Communications e girata nel sud dell'Ontario, in Canada, e a Città del Capo in Sudafrica. Le musiche furono composte da Matthew McCauley.

### Registi
Tra i registi della serie sono accreditati:
- Terry Ingram in 2 episodi (1997-1998)
- James Head in 2 episodi (1997)
- Alan Simmonds in 2 episodi (1997)
- Neill Fearnley
- Jim Kaufman

### Sceneggiatori
Tra gli sceneggiatori della serie sono accreditati:
- Ed Naha in 4 episodi (1996-1997)
- James L. Novack

## Distribuzione
La serie fu trasmessa in Canada dal 28 settembre 1996 al 24 maggio 1998 sulla rete televisiva Global Television Network. In Italia è stata trasmessa dal 1999 su Italia 1 con il titolo Sinbad.
Alcune delle uscite internazionali sono state:
- in Canada il 28 settembre 1996 (The Adventures of Sinbad)
- in Svezia il 9 marzo 1997
- in Germania il 23 maggio 1998 (Sindbads Abenteuer)
- in Francia il 22 novembre 1998 (Les aventures de Sinbad)
- in Ungheria il 26 febbraio 2000 (Szindbád kalandjai)
- in Argentina (Las aventuras de Sinbad)
- in Polonia (Przygody Sinbada)
- in Italia (Sinbad)

## Episodi
| Stagione         | Episodi | Prima TV Canada |
| ---------------- | ------- | --------------- |
| Prima stagione   | 22      | 1996-1997       |
| Seconda stagione | 22      | 1997-1998       |